# Deposito istituzionale
I depositi istituzionali sono biblioteche digitali costruite secondo il modello Open Access. 
Hanno un assetto digitale che permette di informare, di comunicare  e di favorire la diffusione di conoscenza. 
L'aggettivo istituzionale fa riferimento al fatto che possono essere mantenuti da una o più istituzioni.
I depositi istituzionali non sono semplici magazzini poiché svolgono un'importante funzione di interazione con gli attori coinvolti (bibliotecari, gestori, utenti, in primis docenti e ricercatori). Come le biblioteche conservano e disseminano i documenti archiviati, li organizzano, gestiscono le procedure per l'indicizzazione dei metadati.
Gli assetti gestiscono il workflow, cioè le diverse procedure che avvengono sull'oggetto digitale insieme alla gestione delle persone che le usano; comprendono, dunque, tutte le operazioni e gli attori che ruotano attorno alla progettazione di un oggetto digitale contribuendo a favorire la comunicazione tra i vari attanti.
In particolare il vero protagonista dei depositi è l'autore che può diventare, allo stesso tempo, lettore: inserisce il documento, lo indicizza, lo archivia e ne gestisce la completezza anche attraverso la preservazione.

## Modelli di depositi istituzionali
Nella complessa economia dei depositi istituzionali esistono diversi modelli di repository.
Il modello più comune è quello di un archivio gestito da una singola università.
Altri modelli di depositi istituzionali sono:
- i depositi dipartimentali ovvero repository gestiti da un dipartimento universitario. Sono un punto di riferimento importante per i docenti che afferiscono al dipartimento che li mantiene;
- i depositi di ricerca ovvero repository gestiti da enti o centri di ricerca.

Un tipo particolare di deposito di ricerca è HAL (Hyper Articles en Ligne), il deposito pluridisciplinare ad accesso aperto del Centre National de la Recherche Scientifique (CNRS) francese.
- i depositi interistituzionali ovvero repository gestiti in modalità consortile da due o più istituzioni. Un deposito che rientra in questa tipologia è il White Rose Research Online, un unico archivio ad accesso aperto che serve le università di Leeds, Sheffield e York. In Cina l'Hong Kong Institutional Repository  è una piattaforma interistituzionale nella quale vengono depositati i prodotti della ricerca scientifica di sei università;
- i depositi istituzionali su base tematica. Si tratta di archivi mantenuti da una o più istituzioni la cui peculiarità è di essere tematicamente orientati.

## Vantaggi
- I depositi istituzionali sono costruiti prevalentemente, ma non esclusivamente, con software open source (DSpace, EPrints, Fedora Commons ecc.).
- Forniscono un supporto ai docenti per la gestione del materiale didattico (learning objects) e dei prodotti della ricerca scientifica.
- L'accesso è semplice e favorisce la comunicazione tra pari oltre che la condivisione ed il riuso delle risorse digitali.
- Preservazione: sono strumenti che permettono di conservare permanentemente i documenti archiviati grazie all'utilizzo di identificativi persistenti.
- Servono per valorizzare la produzione scientifica dell'Istituzione e migliorano il suo impatto con il pubblico: l'Istituzione investe perché ha un ritorno di immagine.
- Consentono di gestire i diritti di proprietà intellettuale e le licenze di accesso alle collezioni.
- Organizzano in modo coerente le collezioni digitali scientificamente orientate.

## Svantaggi
- Riguardano soprattutto i costi correlati al ciclo di vita del documento digitale: è importante che si individui chi li debba sostenere.
- C'è la necessità di assicurare un meccanismo di valutazione della produzione istituzionale anche attraverso la recensione o la validazione di esperti. Bisogna realmente stabilire cosa è meritevole di essere immesso nei depositi.
- Gli autori non si limitano a pubblicare i propri contributi in questi depositi perché, ancora oggi, nei concorsi sono riconosciute solo le pubblicazioni su carta.
- Problema del rispetto dei diritti di proprietà intellettuale e delle garanzie di non manipolazione.

## Attori principali dei Depositi Istituzionali
L'interazione degli attori coinvolti è alla base dei depositi istituzionali.
L'attore principale è l'utente:
- è autore del testo e dei metadata; può aggiungere delle annotazioni ai documenti e fa parte dei gruppi di valutazione dei contributi presentati;
- è lettore, ma con la possibilità di interagire con gli altri utenti e può costruirsi una sua propria biblioteca personale in un suo spazio virtuale.

L'organizzazione logica che viene data all'informazione nel sistema dei depositi istituzionali parte dall'individuazione delle “comunità”, che possono identificarsi con i dipartimenti di una istituzione accademica, o anche un gruppo di ricerca. 
È un approccio significativo in quanto nel concetto di comunità sono impliciti i concetti di interazione e di comunicazione, una dinamicità in cui risiede l'elemento di novità dei sistemi di gestione di biblioteca digitale di ultima generazione. 
Sono le comunità, attraverso i loro responsabili, che definiscono le collezioni, decidono le politiche di accesso, i criteri di validazione dei contenuti e la loro tipologia, le strategie di sviluppo. 
Dal punto di vista organizzativo, i depositi istituzionali rappresentano un modello di organizzazione “bottom up” che è pragmaticamente il modo migliore per la definizione di standard e regole pratiche per la creazione di biblioteche digitali.
Al bibliotecario spetta:
- un ruolo di coordinamento e armonizzazione,
- la responsabilità delle scelte in merito ai criteri e alle metodologie standard per la descrizione dei documenti,
- la validazione ed integrazione dei metadata inseriti dall'autore, lo stile dei documenti, le politiche di conservazione dei formati.

Il bibliotecario deve anche curare la comunicazione interna ed esterna all'istituzione, organizzare corsi all'utenza, e curare i servizi personalizzati. Ne risulta un ruolo completamente rinnovato per la biblioteca all'interno di una istituzione.
Nel caso di istituzioni universitarie, un ruolo specifico può essere svolto dagli amministrativi e dai segretari di Dipartimento, per le interrelazioni legate alle attività di ricerca e didattica.
Infine l'amministratore tecnico del sistema mantiene i servizi e sviluppa funzionalità aggiuntive, è responsabile della preservazione, collabora all'architettura del sistema in ambiti federati e cooperativi, gestisce le operazioni di import-export dei metadata e delle risorse e sviluppa nuove interfacce Web.